# کنستانتین یازدهم
کنستانتین یازدهم با عنوان کامل کنستانتین یازدهم پالایولوگوس (به یونانی: Κωνσταντίνος ΙΑ' Δραγάσης Παλαιολόγος)(به لاتین: Constantinus XI Palaeologus) (۸ فوریه ۱۴۰۴ میلادی — ۲۹ مه ۱۴۵۳ میلادی) آخرین امپراتور بیزانس از سال ۱۴۴۹ میلادی تا هنگام کشته‌شدنش در سال ۱۴۵۳ میلادی به هنگام آخرین دفاع از قسطنطنیه در برابر حملات ترکان عثمانی بود. کنستانتین یازدهم را گاه به دلیل تصور اشتباه تاج‌گذاری کنستانتین لاسکاریس در سال ۱۲۰۴ میلادی، کنستانتین دوازدهم نیز نامیده‌اند.
برای فهم بهتر از جانشین او یعنی دمیتریوس این متن کمک شایانی خواهد کرد: پس از سقوط قسطنطنیه در سال 1453، دیمیتریوس پالایولوگوس، برادر آخرین امپراتور بیزانس، کنستانتین یازدهم، نقش مهمی در میراث بیزانس ایفا کرد. پس از مرگ غم انگیز کنستانتین یازدهم در طول محاصره، سفر دیمیتریوس در حفظ خاطره و جاه طلبی های امپراتوری بیزانس محوری شد. او به عنوان آخرین عضو مرد زنده مانده از سلسله پالایولوگوس، نه تنها نامی را به ارث برد، بلکه امیدهای مردمی را نیز به ارث برد که در میان ویرانه های تمدن بزرگ خود، مشتاق تجدید حیات و بازسازی بودند.
پس از سقوط، دیمیتریوس تلاش کرد تا شباهتی از حکومت بیزانس را در پلوپونز، به ویژه در منطقه ای به نام موره آ، جایی که عنوان دسپوت را داشت، حفظ کند. او به دنبال جلب حمایت از بقایای نخبگان بیزانس و جمعیت محلی بود و هدفش حفظ هویت فرهنگی و مذهبی یونانیان در مواجهه با سلطه فزاینده عثمانی بود. سلطنت او با تلاش برای تقویت شهرها، ترویج تجارت و تشویق احیای دانش یونانی مشخص شد. زیربنای فرهنگی رهبری او در سنت بیزانس ریشه دوانده بود و نشان دهنده تعهد او به حفظ میراثی بود که به طرز غم انگیزی از بین رفته بود.
تلاش های دیمیتریوس، با این حال، با چالش های قابل توجهی روبرو شد. امپراتوری عثمانی مبارزات خود را برای تثبیت کنترل بر موره آ تشدید کرد و پویایی های محلی به دور از ثبات بود. رقابت بین اشراف محلی و همچنین تهدید همیشگی عثمانی ها، تلاش های او برای متحد کردن منطقه را پیچیده کرد. علیرغم این موانع، اصرار دیمیتریوس بر ادامه میراث برادرش و امپراتوری بیزانس به نمادی از مقاومت تبدیل شد. رهبری او انعطاف پذیری روح بیزانس را حتی در مواجهه با مشکلات طاقت فرسا به نمایش گذاشت.
در نهایت، زندگی دیمیتریوس پالایولوگوس نمادی از پایان یک دوران شد. سقوط قسطنطنیه نه تنها برای بیزانس، بلکه برای کل جهان مسیحی، تغییری عمیق ایجاد کرد. میراث دیمیتریوس، که با تلاش های او برای حفاظت از هویت فرهنگی و مذهبی مردمش مشخص می شود، عمیقاً در روایات تاریخی طنین انداز می شود. او همچنان چهره مهمی در داستان روزهای پایانی امپراتوری بیزانس است و هم شکنندگی و هم قدرت پایدار تمدنی را نشان می دهد که مورخان و علاقه مندان به تاریخ را تا به امروز مجذوب خود کرده است.
در سال 1460، دیمیتریوس در نهایت پس از فتح موره آ توسط عثمانی ها دستگیر و به استانبول آورده شد. زندگی او پس از آن، زندگی نسبتاً مبهمی بود، زیرا او به جای بازپس گیری موقعیت امپراتوری سابق خود، به عنوان یک نجیب زاده عثمانی زندگی می کرد. حضور او در دربار عثمانی نمادی از فروپاشی نهایی حاکمیت بیزانس بود. با این وجود، دیمیتریوس پالایولوگوس به عنوان یک چهره تاریخی مهم باقی می ماند و هم پایان یک دوران و هم استقامت هویت فرهنگی در مواجهه با مشکلات طاقت فرسا را نشان می دهد.

## زندگی
کنستانتین چهارمین پسر مانوئل دوم، امپراتور بیزانس از همسر صرب‌تبارش یلنا دراگاش بود. اطلاعات چندانی از یلنا، مادر او و خاندان صربی‌اش در دست نیست. یلنا زنی متنفذ بود که در تمامی طول عمر تأثیر زیادی بر حکم‌رانی همسر و پسران خود داشت. کنستانتین دیانوویچ دراگاش، پدربزرگ مادری کنستانتین، حاکم یک شاهزاده‌نشین در مقدونیه و خراجگزار عثمانی بود که در خدمت سلطان بایزید یکم در نبرد رووین در جنگ با والاچیا، کشته شد.
کنستانتین کارش در عرصهٔ سیاست را در کنار برادرانش تئودور و توماس و با فرمانداری امیرنشین موریا آغاز نمود. هنگامی که برادرش ژان هشتم، امپراتور وقت بیزانس بدون آنکه فرزندی داشته باشد در سال ۱۴۴۸ میلادی درگذشت، بر سر جانشینی او بین کنستانتین و دیگر برادرش دمتریوس اختلاف پدید آمد. امپراتریس هلنا که در این میان نقش نایب‌السلطنه را داشت، از کنستانتین پشتیبانی کرد. آن‌ها از مراد دوم، سلطان عثمانی خواستند تا در این مورد داوری نماید. او نظرش بر کنستانتین افتاد و بدین ترتیب کنستانتین با نام کنستانتین یازدهم در ژانویهٔ ۱۴۴۹ به‌عنوان امپراتور جدید بیزانس در میسترا تاج‌گذاری کرد.
کنستانتین فردی شجاع و پرانرژی بود که میراثی ویران را دریافت داشته بود. در ۱۴۵۱ محمد دوم سلطان جدید عثمانی شد و تمام منابع خود را برای تصرف قسطنطنیه به‌کار گرفت. کنستانتین نیز در مقابل، تمام توان خود را برای دفاع از شهر به کار بست و حتی برای جلب حمایت غرب، پیروی کلیسای ارتدکس یونان از کلیسای کاتولیک روم را اعلام نمود که مورد انتقاد گروه‌های مخالف اتحاد دو کلیسا قرار گرفت و در نهایت نتیجه‌ای نیز در برنداشت. او پیشنهاد محمد دوم برای تسلیم شهر در عوض گذشتن از جان او و ادامهٔ فرمانرواییش در میسترا را نپذیرفت و در نتیجه ترک‌ها قسطنطنیه را به محاصرهٔ خود درآوردند.
کنستانتین با ۷۰۰۰ نفر نیرو در برابر ارتش پرتعداد عثمانی که درعین‌حال مجهز به ابزارآلات پیشرفته‌ای بودند که توسط مهندسی غربی برایشان تهیه شده بود قرار گرفت و به دفاع از شهر پرداخت. قسطنطنیه سرانجام در ۲۹ مه ۱۴۵۳ سقوط کرد و ترکان با عبور از دیوارهای شهر وارد آن شدند. کنستانتین یازدهم با سربازان باقی‌مانده‌اش به نبرد با مهاجمان ادامه داد و در نهایت او نیز در همان روز کشته شد. او آخرین امپراتور روم شرقی بود که با مرگ او و تصرف قسطنطنیه به‌دست ترکان عثمانی، امپراتوری بیزانس نیز به پایان خود رسید.